# Enrico Vannotti
Enrico Vannotti oder Henry Van Notti (* 4. Juni 1876 in Bedigliora; † 1962 in Weehawken bei New York City) war ein Schweizer Kunstmaler und Kupferstecher des Impressionismus.

## Leben
Enrico Vannotti setzte, nach dem Besuch der Zeichenschule in Curio, seine Studien an der Accademia Albertina in Turin und an der Accademia di Brera in Mailand fort. Zurück im Kanton Tessin war er Zeichenlehrer an der Schule in Dino, einem Weiler der Gemeinde Sonvico. Im Alter von 29 Jahren im Jahr 1903 brach Enrico in Begleitung italienischer Emigranten nach New York auf, wo er eine Irin heiratete. 
In dieser Stadt dekorierte er Theater und Kinos, bildete Landschaften und Umgebungen des Big Apple ab und nahm an mehreren Ausstellungen teil; eine der letzten Ausstellungen fand im Mai 1954 in der Ward Eggleston Gallery in der Madison Avenue statt. Unter seinen Gemälden stechen Landschaften und Porträts hervor. Die meisten seiner Ölgemälde entstanden vom Ufer des Hudson Rivers aus, mit Blick auf die New Yorker Skyline in ihren vielfältigen Lichtverhältnissen. Er malte ähnliche Szenen früh am Morgen, am Nachmittag und am Ende des Tages. Seine Radierungen hingegen entstanden hauptsächlich in New York. 
Er beteiligte sich aktiv am National Public Works Programme und malte Wandbilder in öffentlichen Gebäuden wie dem New York Court House am Foley Square. Sein Gemälde Kreuzträger, Öl auf Leinwand um 1900, war in der Erinnerung seiner Heimat Bedigliora gemalt.